# Niels Barletta
Pour les articles homonymes, voir Barletta (homonymie).
Niels Barletta est un ingénieur du son et un mixeur français.

## Biographie
Il fait des études de cinéma à l'École nationale supérieure Louis-Lumière, département son, dont il sort diplômé en 2010.

## Filmographie (sélection)
- 2014 : Les Combattants de Thomas Cailley
- 2015 : Frenzy d'Emin Alper
- 2017 : Jeune Femme de Léonor Serraille
- 2017 : Gauguin : Voyage de Tahiti d'Édouard Deluc
- 2017 : De toutes mes forces de Chad Chenouga
- 2017 : D'après une histoire vraie de Roman Polanski
- 2017 : M de Sara Forestier
- 2018 : Ami-ami de Victor Saint Macary
- 2018 : Les Affamés de Léa Frédeval
- 2018 : Vision de Naomi Kawase
- 2018 : Deux Fils de Félix Moati
- 2018 : Edmond d'Alexis Michalik
- 2018 : Sun de Jonathan Desoindre et Ella Kowalska
- 2019 : Les Envoûtés de Pascal Bonitzer
- 2019 : Je voudrais que quelqu'un m'attende quelque part de Arnaud Viard
- 2019 : J'accuse de Roman Polanski
- 2020 : Petit Vampire de Joann Sfar
- 2020 : Mandibules de Quentin Dupieux
- 2020 : Un triomphe d'Emmanuel Courcol
- 2020 : Eiffel de Martin Bourboulon
- 2021 : Playlist de Nine Antico
- 2021 : Une histoire d'amour et de désir de Leyla Bouzid
- 2021 : Ma famille afghane de Michaela Pavlatova
- 2021 : Fragile de Emma Benestan
- 2021 : Les Olympiades de Jacques Audiard
- 2021 : Tropique de la violence de Manuel Schapira
- 2022 : Pétaouchnok d'Édouard Deluc
- 2022 : Sage-Homme de Jennifer Devoldère
- 2022 : Un petit frère de Léonor Serraille
- 2023 : Les Trois Mousquetaires : D'Artagnan de Martin Bourboulon
- 2023 : Le Règne animal de Thomas Cailley
- 2023 : Les Trois Mousquetaires : Milady de Martin Bourboulon
- 2024 : En fanfare d'Emmanuel Courcol
- 2024 : Emilia Pérez de Jacques Audiard

## Distinctions

### Récompenses
- César 2024 : meilleur son pour Le Règne animal
- César 2025 : meilleur son pour Emilia Pérez

### Nominations
- César 2015 : meilleur son pour Les Combattants
- César 2020 : meilleur son pour J'accuse
- César 2024 : meilleur son pour Les Trois Mousquetaires : D'Artagnan et Les Trois Mousquetaires : Milady
- César 2025 : meilleur son pour En fanfare
- Oscars 2025 : meilleur son pour Emilia Pérez